# Lasiopogon phaeothysanotus
Lasiopogon phaeothysanotus är en tvåvingeart som beskrevs av Cannings 2002. Lasiopogon phaeothysanotus ingår i släktet Lasiopogon och familjen rovflugor.
Artens utbredningsområde är Tibet. Inga underarter finns listade i Catalogue of Life.